# Predkolumbovska Amerika
Predkolumbovska Amerika označuje ljudstva in civilizacije na področju celine Amerike pred prihodom evropskih (španskih in portugalskih) osvajalcev konec 15. stoletja. Prvi od njih je bil Španec italijanskega rodu Krištof Kolumb, ki je priplul na Karibe leta 1492.

## Seznam civilizacij
- Ajmari (tudi Koli)
- Azteki
- Chavín
- Chibcha
- Chimú
- Huari
- Inki
- Maji
- Misteki
- Močiki
- Nazca
- Olmeki
- Teotihuacán
- Tiahuanaco
- Tolteki
- Zapoteki